# バジーレ山
バジーレ山 （バジーレやま、Pico Basilé 、旧名サンタ・イザベル山）は、赤道ギニアの一部であるビオコ島で最も高い山である。標高は3,011m（9,878ft）あり、島にある3つの重なり合った玄武岩質の楯状火山のうちで最も大きくて高い山頂を持つ山である。山頂からはカメルーン山を北東部に見ることができる。バジーレ山はマラボの市街地の近くにある。
ビオコ島は、大西洋からカメルーンへ向かって走る、主要な北西に傾いた地質学上の断層であるカメルーン火山列に沿って形成されている。　この列には、カメルーン山の大規模な成層火山や、アンノボン島、プリンシペ島、サントメ島などのギニア湾にある別々の火山島が含まれている。

## 参照
- “サンタ・イザベル山”. Global Volcanism Program. Smithsonian Institution. {{cite web2}}: Cite webテンプレートでは|access-date=引数が必須です。 (説明)
- ビオコ島生物多様性保護プログラム